# فرودگاه اپل ولی (کالیفرنیا)
فرودگاه اپل ولی (کالیفرنیا) (به انگلیسی: Apple Valley Airport (California)) یک فرودگاه همگانی با کد یاتا APV است که یک باند فرود آسفالت دارد و طول باند آن ۱۹۸۱ متر است. این فرودگاه در شهر اپل ولی، کالیفرنیا کشور ایالات متحده آمریکا قرار دارد و در ارتفاع ۹۳۳ متری از سطح دریا واقع شده است.